# Campionato del mondo rallycross 2019
La stagione 2019 del campionato del mondo rallycross è stata la sesta edizione del campionato gestito dalla FIA. È iniziata il 5 aprile sul circuito di Yas Marina ad Abu Dhabi, negli Emirati Arabi Uniti, ed è terminata il 9 novembre sul Killarney Motor Racing Complex di Città del Capo, in Sudafrica; era costituita da 10 eventi disputatisi in altrettante nazioni.
Il campionato vide come di consueto la presenza della classe regina Supercar e del monomarca cadetto RX2. Alcuni appuntamenti si svolsero inoltre in concomitanza con il campionato europeo.
Il titolo piloti fu vinto dallo svedese Timmy Hansen su Peugeot 208 WRX, il quale conquistò il suo primo titolo in carriera dopo aver concluso la classifica generale a pari punti con il norvegese Andreas Bakkerud ma con un maggior numero di vittorie. Il titolo a squadre è stato vinto dalla scuderia per la quale correva lo stesso Hansen, ovvero il Team Hansen MJP, che ha portato in gara due Peugeot 208 WRX, l'altra affidata a Kevin Hansen, fratello minore di Timmy.
Il titolo della categoria RX2 è stato invece conquistato dallo svedese Oliver Eriksson sulla vettura Supercar Lites della scuderia Olsbergs MSE.

## Calendario
Il campionato, con i suoi dieci appuntamenti tenutisi in altrettante nazioni, ha toccato quattro continenti, con sette gare disputatesi in Europa, una in Africa, una in Asia e una in America del Nord. Il calendario originario, stabilito a ottobre del 2018, avrebbe dovuto comporsi di undici eventi, tuttavia a dicembre il Rallycross degli Stati Uniti venne escluso per motivazioni legate alla riduzione dei costi, per la quale l'organizzatore del campionato ricevette decise pressioni da parte delle squadre coinvolte.
| Gara | Data            | Evento                                            | Circuito                         | Località                                                             | Categorie    |
| ---- | --------------- | ------------------------------------------------- | -------------------------------- | -------------------------------------------------------------------- | ------------ |
| 1    | 5–6 aprile      | World RX of Abu Dhabi                             | Circuito di Yas Marina           | Abu Dhabi, Emirato di Abu Dhabi, Emirati Arabi Uniti                 | Supercar     |
| 2    | 27–28 aprile    | Cooper Tires World RX of Catalunya                | Circuito di Catalogna            | Montmeló, Catalogna, Spagna                                          | Supercar RX2 |
| 3    | 11–12 maggio    | World RX of Benelux                               | Circuito di Spa-Francorchamps    | Stavelot, provincia di Liegi, Belgio                                 | Supercar RX2 |
| 4    | 25–26 maggio    | Dayinsure World RX of Great Britain               | Circuito di Silverstone          | Silverstone, Inghilterra, Regno Unito                                | Supercar RX2 |
| 5    | 15–16 giugno    | Team Verksted World RX of Norway                  | Lånkebanen                       | Hell, Stjørdal, Trøndelag, Norvegia                                  | Supercar RX2 |
| 6    | 7–8 luglio      | Swecon World RX of Sweden                         | Höljesbanan                      | Höljes, Torsby, Contea di Värmland, Svezia                           | Supercar RX2 |
| 7    | 3–4 agosto      | Grand Prix de Trois-Rivières - World RX of Canada | Circuito di Trois-Rivières       | Trois-Rivières, Québec, Canada                                       | Supercar     |
| 8    | 30–31 agosto    | World RX of France                                | Circuito di Lohéac               | Lohéac, Bretagna, Francia                                            | Supercar RX2 |
| 9    | 14–15 settembre | Neste World RX of Latvia                          | Biķernieku Kompleksā Sporta Bāze | Riga, Lettonia                                                       | Supercar     |
| 10   | 8–9 novembre    | Sabat World RX of South Africa                    | Killarney Motor Racing Complex   | Killarney, Città del Capo, provincia del Capo Occidentale, Sudafrica | Supercar RX2 |

| Eventi cancellati             | Eventi cancellati       | Eventi cancellati          | Eventi cancellati | Eventi cancellati           |
| Evento                        | Circuito                | Località                   | Data prevista     | note                        |
| ----------------------------- | ----------------------- | -------------------------- | ----------------- | --------------------------- |
| World RX of the United States | Circuito delle Americhe | Austin, Texas, Stati Uniti | 28–29 settembre   | Cancellato a dicembre 2018. |

### Cambiamenti nel calendario rispetto alla stagione 2018
- La FIA decise di ridurre il numero degli appuntamenti da dodici a dieci, eliminando dal calendario iniziale il Rallycross del Portogallo e quello di Germania[5] e successivamente anche il Rallycross degli Stati Uniti[6].
- Venne inserito per la prima volta nella storia del mondiale il Rallycross di Abu Dhabi come gara d'apertura del campionato.[5]
- Il Rallycross del Belgio, che si disputava solitamente sul circuito Jules Tacheny Mettet, venne sostituito con un nuovo evento, il Rallycross del Benelux, da corrersi sul noto tracciato di Spa-Francorchamps.[5]

## Squadre e piloti

### Classe Supercar
| Squadre iscritte ufficialmente al campionato              | Squadre iscritte ufficialmente al campionato | Squadre iscritte ufficialmente al campionato | Squadre iscritte ufficialmente al campionato | Squadre iscritte ufficialmente al campionato | Squadre iscritte ufficialmente al campionato | Squadre iscritte ufficialmente al campionato |
| Costruttore                                               | Vettura                                      | Squadra                                      | Pneumatici                                   | N°                                           | Pilota                                       | Gare                                         |
| --------------------------------------------------------- | -------------------------------------------- | -------------------------------------------- | -------------------------------------------- | -------------------------------------------- | -------------------------------------------- | -------------------------------------------- |
| Peugeot                                                   | Peugeot 208 WRX                              | Team Hansen MJP                              | C                                            | 21                                           | Timmy Hansen                                 | Tutte                                        |
| Peugeot                                                   | Peugeot 208 WRX                              | Team Hansen MJP                              | C                                            | 71                                           | Kevin Hansen                                 | Tutte                                        |
| Hyundai                                                   | Hyundai i20                                  | GRX Taneco                                   | C                                            | 7                                            | Timur Timerzjanov                            | Tutte                                        |
| Hyundai                                                   | Hyundai i20                                  | GRX Taneco                                   | C                                            | 68                                           | Niclas Grönholm                              | 1–2, 5–10                                    |
| Hyundai                                                   | Hyundai i20                                  | GRX Taneco                                   | C                                            | 31                                           | Joni Wiman                                   | 3–4                                          |
| Audi                                                      | Audi S1                                      | Monster Energy RX Cartel                     | C                                            | 13                                           | Andreas Bakkerud                             | Tutte                                        |
| Audi                                                      | Audi S1                                      | Monster Energy RX Cartel                     | C                                            | 33                                           | Liam Doran                                   | Tutte                                        |
| Renault                                                   | GCK Clio R.S. RX                             | GCK Academy                                  | C                                            | 96                                           | Guillame De Ridder                           | Tutte                                        |
| Renault                                                   | GCK Clio R.S. RX                             | GCK Academy                                  | C                                            | 113                                          | Cyril Raymond                                | Tutte                                        |
| Renault                                                   | GCK Mégane R.S. RX                           | GC Kompetition                               | C                                            | 36                                           | Guerlain Chicherit                           | Tutte                                        |
| Renault                                                   | GCK Mégane R.S. RX                           | GC Kompetition                               | C                                            | 92                                           | Anton Marklund                               | Tutte                                        |
| Ford                                                      | Ford Fiesta ST MK7                           | Team STARD                                   | C                                            | 6                                            | Jānis Baumanis                               | 4–10                                         |
| Ford                                                      | Ford Fiesta ST MK7                           | Team STARD                                   | C                                            | 3                                            | Jani Paasonen                                | 4–5, 7–8                                     |
| Ford                                                      | Ford Fiesta ST MK7                           | Team STARD                                   | C                                            | 22                                           | Jere Kalliokoski                             | 6, 10                                        |
| Ford                                                      | Ford Fiesta ST MK7                           | Team STARD                                   | C                                            | 5                                            | Pål Try                                      | 9                                            |
|                                                           |                                              |                                              |                                              |                                              |                                              |                                              |
| Ulteriori iscritti non registrati al campionato a squadre |                                              |                                              |                                              |                                              |                                              |                                              |
| Costruttore                                               | Vettura                                      | Squadra                                      | Pneumatici                                   | N°                                           | Pilota                                       | Gare                                         |
| Audi                                                      | Audi S1                                      | EKS Sport                                    | C                                            | 123                                          | Krisztián Szabó                              | Tutte                                        |
| Audi                                                      | Audi S1                                      | Team JC Race Teknik                          | C                                            | 39                                           | Enzo Ide                                     | 3                                            |
| Audi                                                      | Audi S1                                      | Team JC Race Teknik                          | C                                            | 4                                            | Robin Larsson                                | 9                                            |
| Audi                                                      | Audi S1                                      | Mattias Ekström                              | C                                            | 40                                           | Mattias Ekström                              | 3                                            |
| Audi                                                      | Audi A1                                      | Kárai Motorsport Sportegyesület              | C                                            | 73                                           | Tamás Kárai                                  | 2                                            |
| Citroën                                                   | Citroën DS3                                  | "Knapick"                                    | C                                            | 84                                           | Hervé Knapick                                | 2–4, 8                                       |
| Ford                                                      | Ford Fiesta ST MK6                           | Christopher Hoy                              | C                                            | 41                                           | Christopher Hoy                              | 2                                            |
| Ford                                                      | Ford Fiesta ST MK6                           | Team STARD                                   | C                                            | 5                                            | Pål Try                                      | 1, 3                                         |
| Ford                                                      | Ford Fiesta ST MK6                           | Team STARD                                   | C                                            | 3                                            | Jani Paasonen                                | 2                                            |
| Ford                                                      | Ford Fiesta ST MK7                           | Team STARD                                   | C                                            | 6                                            | Jānis Baumanis                               | 1–3                                          |
| Ford                                                      | Ford Fiesta ST MK7                           | Olsbergs MSE                                 | C                                            | 93                                           | Sebastian Eriksson                           | 6                                            |
| Ford                                                      | Ford Fiesta ST MK7                           | Olsbergs MSE                                 | C                                            | 196                                          | Kevin Eriksson                               | 6                                            |
| Honda                                                     | Honda Civic                                  | Olsbergs MSE                                 | C                                            | 93                                           | Ulrik Linnemann                              | 6                                            |
| Hyundai                                                   | Hyundai i20                                  | GRX Set                                      | C                                            | 15                                           | Reinis Nitišs                                | 1, 6, 9                                      |
| Hyundai                                                   | Hyundai i20                                  | GRX Set                                      | C                                            | 57                                           | Toomas Heikkinen                             | 8                                            |
| Mini                                                      | Mini Cooper S                                | Oliver Bennett                               | C                                            | 42                                           | Oliver Bennett                               | Tutte                                        |
| Peugeot                                                   | Peugeot 208                                  | Grégoire Demoustier                          | C                                            | 66                                           | Grégoire Demoustier                          | 3                                            |
| Peugeot                                                   | Peugeot 208                                  | Mark Higgins                                 | C                                            | 134                                          | Mark Higgins                                 | 4                                            |
| Peugeot                                                   | Peugeot 208                                  | Jonathan Pailler                             | C                                            | 18                                           | Jonathan Pailler                             | 6, 8                                         |
| Peugeot                                                   | Peugeot 208                                  | Fabien Pailler                               | C                                            | 20                                           | Fabien Pailler                               | 6, 8                                         |
| Renault                                                   | GCK Mégane R.S. RX                           | GCK Academy                                  | C                                            | 14                                           | Rokas Baciuška                               | 5–7                                          |
| Renault                                                   | GCK Mégane R.S. RX                           | GC Kompetition                               | C                                            | 14                                           | Rokas Baciuška                               | 8–9                                          |
| SEAT                                                      | SEAT Ibiza RX                                | ALL-INKL.COM Münnich Motorsport              | C                                            | 44                                           | Timo Scheider                                | Tutte                                        |
| Škoda                                                     | Škoda Fabia                                  | ESmotorsport - Labas GAS                     | C                                            | 14                                           | Rokas Baciuška                               | 1–2                                          |
| Škoda                                                     | Škoda Fabia                                  | ESmotorsport - Labas GAS                     | C                                            | 67                                           | François Duval                               | 3                                            |
| Škoda                                                     | Škoda Fabia                                  | ESmotorsport - Labas GAS                     | C                                            | 24                                           | Kevin Abbring                                | 5–6                                          |
| Škoda                                                     | Škoda Fabia                                  | ESmotorsport - Labas GAS                     | C                                            | 12                                           | Matvej Furažkin                              | 8–10                                         |
| Volkswagen                                                | Volkswagen Polo                              | Hedströms Motorsport                         | C                                            | 64                                           | Kjetil Larsen                                | 6                                            |
| Volkswagen                                                | Volkswagen Polo                              | Bridgestone Motorsport                       | C                                            | 95                                           | Philip Gehrman                               | 6                                            |
| note:                                                     |                                              |                                              |                                              |                                              |                                              |                                              |

## Risultati e statistiche
| Gara | Nome gara                                                                  | Vincitori | Vincitori | Vincitori            | Vincitori                          | Vincitori    | Vincitori    | Statistiche  |
| Gara | Nome gara                                                                  | Categoria | N°        | Pilota               | Squadra e vettura                  | Tempo finale | Punti totali | Partecipanti |
| ---- | -------------------------------------------------------------------------- | --------- | --------- | -------------------- | ---------------------------------- | ------------ | ------------ | ------------ |
| 1    | World RX of Abu Dhabi (5–6 aprile) — Resoconto                             | Supercar  | 71        | Kevin Hansen         | Team Hansen MJP (Peugeot 208 WRX)  | 4'39"467     | 30           | 17           |
|      |                                                                            |           |           |                      |                                    |              |              |              |
| 2    | Cooper Tires World RX of Catalunya (27–28 aprile) — Resoconto              | Supercar  | 21        | Timmy Hansen         | Team Hansen MJP (Peugeot 208 WRX)  | 4'31"584     | 30           | 19           |
| 2    | Cooper Tires World RX of Catalunya (27–28 aprile) — Resoconto              | RX2       | 16        | Oliver Eriksson      | Olsbergs MSE (Supercar Lites)      | 4'51"495     | 30           | 13           |
|      |                                                                            |           |           |                      |                                    |              |              |              |
| 3    | World RX of Benelux (11–12 maggio) — Resoconto                             | Supercar  | 7         | Timur Timerzjanov    | GRX Taneco (Hyundai i20)           | 3'21"352     | 25           | 20           |
| 3    | World RX of Benelux (11–12 maggio) — Resoconto                             | RX2       | 16        | Oliver Eriksson      | Olsbergs MSE (Supercar Lites)      | 3'36"590     | 29           | 13           |
|      |                                                                            |           |           |                      |                                    |              |              |              |
| 4    | Dayinsure World RX of Great Britain (25–26 maggio) — Resoconto             | Supercar  | 21        | Timmy Hansen         | Team Hansen MJP (Peugeot 208 WRX)  | 4'03"903     | 30           | 17           |
| 4    | Dayinsure World RX of Great Britain (25–26 maggio) — Resoconto             | RX2       | 16        | Oliver Eriksson      | Olsbergs MSE (Supercar Lites)      | 4'20"804     | 30           | 11           |
|      |                                                                            |           |           |                      |                                    |              |              |              |
| 5    | Team Verksted World RX of Norway (15–16 giugno) — Resoconto                | Supercar  | 68        | Niclas Grönholm      | GRX Taneco (Hyundai i20)           | 4'35"753     | 30           | 17           |
| 5    | Team Verksted World RX of Norway (15–16 giugno) — Resoconto                | RX2       | 16        | Oliver Eriksson      | Olsbergs MSE (Supercar Lites)      | 4'14"437     | 30           | 14           |
|      |                                                                            |           |           |                      |                                    |              |              |              |
| 6    | Swecon World RX of Sweden (7–8 luglio) — Resoconto                         | Supercar  | 93        | Sebastian Eriksson   | Olsbergs MSE (Ford Fiesta ST MK7)  | 4'26'658     | 29           | 25           |
| 6    | Swecon World RX of Sweden (7–8 luglio) — Resoconto                         | RX2       | 2         | Ben-Philip Gundersen | JC Raceteknik (Supercar Lites)     | 4'44"012     | 25           | 21           |
|      |                                                                            |           |           |                      |                                    |              |              |              |
| 7    | Grand Prix de Trois-Rivières - World RX of Canada (3–4 agosto) — Resoconto | Supercar  | 13        | Andreas Bakkerud     | Monster Energy RX Cartel (Audi S1) | 5'04"720     | 29           | 16           |
|      |                                                                            |           |           |                      |                                    |              |              |              |
| 8    | World RX of France (30–31 agosto) — Resoconto                              | Supercar  | 21        | Timmy Hansen         | Team Hansen MJP (Peugeot 208 WRX)  | 3'43"959     | 29           | 21           |
| 8    | World RX of France (30–31 agosto) — Resoconto                              | RX2       | 2         | Ben-Philip Gundersen | JC Raceteknik (Supercar Lites)     | 3'57"651     | 29           | 16           |
|      |                                                                            |           |           |                      |                                    |              |              |              |
| 9    | Neste World RX of Latvia (14–15 settembre) — Resoconto                     | Supercar  | 21        | Timmy Hansen         | Team Hansen MJP (Peugeot 208 WRX)  | 5'20"070     | 29           | 19           |
|      |                                                                            |           |           |                      |                                    |              |              |              |
| 10   | Sabat World RX of South Africa (8–9 novembre) — Resoconto                  | Supercar  | 68        | Niclas Grönholm      | GRX Taneco (Hyundai i20)           | 4'13"23      | 29           | 16           |
| 10   | Sabat World RX of South Africa (8–9 novembre) — Resoconto                  | RX2       | 16        | Oliver Eriksson      | Olsbergs MSE (Supercar Lites)      | 4'27"482     | 30           | 13           |

## Classifiche

### Punteggio
|                | Posizione | Posizione | Posizione | Posizione | Posizione | Posizione | Posizione | Posizione | Posizione | Posizione | Posizione | Posizione | Posizione | Posizione | Posizione | Posizione |
| Turno          | 1º        | 2º        | 3º        | 4º        | 5º        | 6º        | 7º        | 8º        | 9º        | 10º       | 11º       | 12º       | 13º       | 14º       | 15º       | 16º       |
| -------------- | --------- | --------- | --------- | --------- | --------- | --------- | --------- | --------- | --------- | --------- | --------- | --------- | --------- | --------- | --------- | --------- |
| Qualificazioni | 16        | 15        | 14        | 13        | 12        | 11        | 10        | 9         | 8         | 7         | 6         | 5         | 4         | 3         | 2         | 1         |
| Semifinali     | 6         | 5         | 4         | 3         | 2         | 1         |           |           |           |           |           |           |           |           |           |           |
| Finale         | 8         | 5         | 4         | 3         | 2         | 1         |           |           |           |           |           |           |           |           |           |           |

- Su sfondo rosso i piloti che non si qualificano per il turno successivo.

### Classifiche Supercar[41]

#### Classifica piloti
| Pos. | Pilota              | ABU | CAT | BEN | GBR | NOR | SVE | CAN | FRA | LET | SAF | Punti |
| ---- | ------------------- | --- | --- | --- | --- | --- | --- | --- | --- | --- | --- | ----- |
| 1    | Timmy Hansen        | 11  | 1   | 4   | 1   | 6   | 6   | 13  | 1   | 1   | 4   | 211   |
| 2    | Andreas Bakkerud    | 15  | 3   | 2   | 2   | 8   | 7   | 1   | 5   | 3   | 2   | 211   |
| 3    | Kevin Hansen        | 1   | 2   | 8   | 7   | 2   | 2   | 6   | 3   | 4   | 5   | 199   |
| 4    | Niclas Grönholm     | 2   | 4   |     |     | 1   | 5   | 7   | 6   | 2   | 1   | 186   |
| 5    | Timur Timerzjanov   | 8   | 7   | 1   | 11  | 7   | 24  | 3   | 12  | 5   | 3   | 142   |
| 6    | Jānis Baumanis      | 5   | 6   | 5   | 10  | 3   | 10  | 2   | 10  | 12  | 8   | 137   |
| 7    | Anton Marklund      | 7   | 14  | 7   | 3   | 17  | 8   | 5   | 2   | 9   | 11  | 119   |
| 8    | Liam Doran          | 3   | 10  | 6   | 6   | 5   | 15  | 8   | 9   | 6   | 16  | 114   |
| 9    | Timo Scheider       | 6   | 12  | 9   | 4   | 9   | 23  | 10  | 8   | 11  | 6   | 109   |
| 10   | Krisztián Szabó     | 4   | 8   | 11  | 5   | 12  | 17  | 12  | 11  | 10  | 9   | 91    |
| 11   | Rokas Baciuška      | 9   | 13  |     |     | 16  | 9   | 9   | 4   | 7   |     | 76    |
| 12   | Guerlain Chicherit  | 10  | 9   | 13  | 9   | 11  | 14  | 4   | 13  | 15  | 7   | 73    |
| 13   | Cyril Raymond       | 12  | 5   | 12  | 13  | 10  | 20  | 11  | 15  | 13  | 15  | 45    |
| 14   | Reinis Nitišs       | 13  |     |     |     |     | 3   |     |     | 8   |     | 40    |
| 15   | Joni Wiman          |     |     | 3   | 8   |     |     |     |     |     |     | 39    |
| 16   | Kevin Abbring       |     |     |     |     | 4   | 4   |     |     |     |     | 35    |
| 17   | Sebastian Eriksson  |     |     |     |     |     | 1   |     |     |     |     | 29    |
| 18   | Guillaume De Ridder | 16  | 11  | 15  | 16  | 15  | 19  | 14  | 16  | 14  | 10  | 29    |
| 19   | Toomas Heikkinen    |     |     |     |     |     |     |     | 7   |     |     | 15    |
| 20   | Oliver Bennett      | 17  | 17  | 14  | 12  | 14  | 22  | 15  | 19  | 16  | 12  | 12    |
| 21   | Jere Kalliokoski    |     |     |     |     |     | 12  |     |     |     | 14  | 10    |
| 22   | Jani Paasonen       |     | 16  |     | 14  | 13  |     | 16  | 17  |     |     | 9     |
| 23   | Mattias Ekström     |     |     | 10  |     |     |     |     |     |     |     | 8     |
| 24   | Kevin Eriksson      |     |     |     |     |     | 11  |     |     |     |     | 8     |
| 25   | Matvej Furažkin     |     |     |     |     |     |     |     | 20  | 17  | 13  | 4     |
| 26   | Jonathan Pailler    |     |     |     |     |     | 13  |     | 18  |     |     | 4     |
| 27   | Pål Try             | 14  |     | 16  |     |     |     |     |     | 18  |     | 4     |
| 28   | Fabien Pailler      |     |     |     |     |     | 16  |     | 14  |     |     | 4     |
| 29   | Mark Higgins        |     |     |     | 15  |     |     |     |     |     |     | 2     |
| 30   | Christopher Hoy     |     | 15  |     |     |     |     |     |     |     |     | 2     |
| 31   | François Duval      |     |     | 17  |     |     |     |     |     |     |     | 0     |
| 32   | Kjetil Larsen       |     |     |     |     | 18  |     |     |     |     |     | 0     |
| 33   | Enzo Ide            |     |     | 18  |     |     |     |     |     |     |     | 0     |
| 34   | Robin Larsson       |     |     |     |     |     |     |     |     | 19  |     | 0     |
| 35   | Grégoire Demoustier |     |     | 19  |     |     |     |     |     |     |     | 0     |
| 36   | Philip Gehrman      |     |     |     |     |     | 21  |     |     |     |     | 0     |
| 37   | Ulrik Linnemann     |     |     |     |     |     | 25  |     |     |     |     | 0     |
| 38   | Támas Kárai         | 18  |     |     |     |     |     |     |     |     |     | 0     |
| 39   | Hervé Knapick       | 19  | 20  | 17  |     |     |     | 21  |     |     |     | -15   |
| Pos. | Pilota              | ABU | CAT | BEN | GBR | NOR | SVE | CAN | FRA | LET | SAF | Punti |

| Colore  | Risultato                |
| ------- | ------------------------ |
| Oro     | Vincitore                |
| Argento | 2º posto                 |
| Bronzo  | 3º posto                 |
| Verde   | Finito a punti           |
| Blu     | Finito senza punti       |
| Blu     | Non classificato (NC)    |
| Viola   | Ritirato (Rit)           |
| Nero    | Squalificato (SQ)        |
| Nero    | Escluso (ES)             |
| Bianco  | Non ha gareggiato        |
| Bianco  | Iscrizione ritirata (WD) |
| Bianco  | Non partito (NP)         |
| Bianco  | Gara cancellata (C)      |

#### Classifica squadre
| Pos. | Squadra                  | N°  | Pilota             | ABU | CAT | BEN | GBR | NOR | SVE | CAN | FRA | LET | SAF | Punti |
| ---- | ------------------------ | --- | ------------------ | --- | --- | --- | --- | --- | --- | --- | --- | --- | --- | ----- |
| 1    | Team Hansen MJP          | 21  | Timmy Hansen       | 8   | 30  | 20  | 30  | 19  | 18  | 4   | 29  | 29  | 24  | 410   |
| 1    | Team Hansen MJP          | 71  | Kevin Hansen       | 30  | 26  | 13  | 15  | 22  | 25  | 12  | 15  | 21  | 20  | 410   |
| 2    | GRX Taneco               | 7   | Timur Timerzjanov  | 13  | 15  | 25  | 8   | 17  | 0   | 24  | 7   | 13  | 20  | 367   |
| 2    | GRX Taneco               | 68  | Niclas Grönholm    | 26  | 22  |     |     | 30  | 18  | 19  | 20  | 22  | 29  | 367   |
| 3    | Monster Energy RX Cartel | 13  | Andreas Bakkerud   | 2   | 22  | 27  | 26  | 15  | 17  | 29  | 22  | 26  | 25  | 325   |
| 3    | Monster Energy RX Cartel | 33  | Liam Doran         | 14  | 10  | 19  | 17  | 14  | 2   | 14  | 10  | 13  | 1   | 325   |
| 4    | GC Kompetition           | 36  | Guerlain Chicherit | 10  | 10  | 4   | 13  | 9   | 3   | 21  | 4   | 2   | 12  | 192   |
| 4    | GC Kompetition           | 92  | Anton Marklund     | 14  | 3   | 14  | 21  | 0   | 11  | 15  | 19  | 13  | 9   | 192   |
| 5    | Team STARD               | 3   | Jani Paasonen      |     |     |     | 3   | 4   |     | 1   | 0   |     |     | 103   |
| 5    | Team STARD               | 5   | Pål Try            |     |     |     |     |     |     |     |     | 0   |     | 103   |
| 5    | Team STARD               | 6   | Jānis Baumanis     |     |     |     | 10  | 17  | 10  | 22  | 9   | 6   | 11  | 103   |
| 5    | Team STARD               | 22  | Jere Kalliokoski   |     |     |     |     |     | 7   |     |     |     | 3   | 103   |
| 6    | GCK Academy              | 96  | Guillame De Ridder | 1   | 7   | 2   | 1   | 2   | 0   | 3   | 1   | 3   | 9   | 74    |
| 6    | GCK Academy              | 113 | Cyril Raymond      | 7   | 16  | 7   | 4   | 11  | 0   | 7   | 2   | 4   | 2   | 74    |
| Pos. | Squadra                  | N°  | Pilota             | ABU | CAT | BEN | GBR | NOR | SVE | CAN | FRA | LET | SAF | Punti |

Nota: Nelle singole caselle vengono indicati i punti conquistati da ciascun pilota in ogni appuntamento e non la posizione raggiunta.

### Classifica piloti RX2[3][42][43]
| Pos. | Pilota               | CAT | BEN | GBR | NOR | SVE | FRA | SAF | Punti |
| ---- | -------------------- | --- | --- | --- | --- | --- | --- | --- | ----- |
| 1    | Oliver Eriksson      | 1   | 1   | 1   | 1   | 6   | 6   | 1   | 193   |
| 2    | Ben-Philip Gundersen | 13  | 3   | 5   | 2   | 1   | 1   | 6   | 150   |
| 3    | Jesse Kallio         | 3   | 2   | 2   | 3   | 3   | 6   | 13  | 146   |
| 4    | Fraser McConnell     | 2   | 5   | 7   | 6   | 5   | 4   | 2   | 143   |
| 5    | Sami-Matti Trogen    | 4   | 4   | 4   | 11  | 4   | 3   | 3   | 124   |
| 6    | Vasilij Grjazin      | 5   | 7   | 3   | 13  | 6   | 5   | 4   | 112   |
| 7    | Simon Olofsson       | 8   | 8   | 10  | 7   | 10  | 13  | 8   | 68    |
| 8    | Anders Michalak      | 7   | 9   | 6   | 10  | 13  | 11  | 7   | 64    |
| 9    | Steve Volders        | 9   | 12  | 9   | 5   | 17  | 9   | 10  | 60    |
| 10   | William Nilsson      | 10  | 6   | 8   |     | 12  | 8   |     | 57    |
| 11   | Linus Östlund        |     |     |     |     | 2   |     | 5   | 41    |
| 12   | Jimmie Walfridson    | 11  | 10  |     | 8   | 9   |     |     | 39    |
| 13   | Damien Meunier       | 6   | 11  |     |     |     | 10  |     | 32    |
| 14   | Albert Llovera       | 12  | 13  | 11  | 14  | 21  | 14  |     | 23    |
| 15   | Marcus Höglund       |     |     |     | 4   | 14  |     |     | 22    |
| 16   | Petter Nårsa         |     |     |     |     |     | 12  | 9   | 20    |
| 17   | Nikolaj Grjazin      |     |     |     |     |     | 7   |     | 13    |
| 18   | Martin Enlund        |     |     |     |     | 7   |     |     | 13    |
| 19   | Mats Oskarsson       |     |     |     |     | 8   |     |     | 12    |
| 20   | Niklas Aneklev       |     |     |     |     |     |     | 11  | 9     |
| 21   | Morten Asklund       |     |     |     | 9   | 19  |     |     | 8     |
| 22   | Petter Leirhol       |     |     |     | 12  | 18  |     |     | 8     |
| 23   | Lane Vacala          |     |     |     |     |     | 15  | 12  | 2     |
| 24   | Jami Kalliomäki      |     |     |     |     | 15  |     |     | 2     |
| 25   | Yann Le Jossec       |     |     |     |     |     | 16  |     | 1     |
| 26   | Stein Fredric Akre   |     |     |     |     | 16  |     |     | 1     |
| 27   | Lars Erik Haug       |     |     |     |     | 20  |     |     | 0     |